# Алекс Рюдінгер
Алекс Рюдінгер (англ. Alex Rüdinger; нар. 18 листопада 1991, Фредерік (Меріленд), США) — американський барабанщик. На барабанах розпочав грати у 13-річному віці, з цього часу виступав у численних метал-гуртах, зокрема в Conquering Dystopia, The Faceless та Threat Signal. Він також виконав різноманітну сесійну роботу, як наживо, так і в студії. Алекс, зокрема, співпрацював з Revocation, Monuments, Еваном Брювером, Whitechapel, Light the Torch і Intronaut.

## Інструмент
Алекс Рюдінгер використовує та підтримає барабани та обладнання Tama, тарілки Meinl, головки для барабанів Evans, барабанні палички Vic Firth, педалі Trick, монітори-вкладиші 1964 Ears, електроніку 2box, футляри Gator та взуття для барабанів Vratim.

## Членство в гуртах
Теперішні
- 7 Horns 7 Eyes (2018–теп. час)
- Conquering Dystopia (2013–теп. час)
- Light the Torch (2021–теп. час)
- Ordinance (2009–теп. час)

Колишні
- Azrael
- Samadhi
- Burning Shadows (2006—2008)
- Threat Signal (2010, 2011—2012)
- The HAARP Machine (2012—2013)
- The Faceless (2013—2014)
- Good Tiger (2015—2018)

Наживо
- Еван Брювер (2014)
- Monuments (2014)
- Revocation (2015)
- Whitechapel (2019—2021)

Періодично
- Midnight Realm (2012)
- Cognizance (2013—2014)
- War of Ages (2017)
- Intronaut (2020)
- Merrow (2021)

## Дискографія

### Ordinance
- Internal Monologues (2011)
- The Ides of March (2016)

### Threat Signal
- Threat Signal (2011)

### Cognizance
- Inquisition (2013)
- Inceptum (2014)

### Conquering Dystopia
- Conquering Dystopia (2014)

### Good Tiger
- A Head Full of Moonlight (2015)
- We Will All Be Gone (2018)

### Intronaut
- Fluid Existential Inversions (2020)

### Merrow
- The Nasum EP (2020)

### Whitechapel
- Kin (2021)